# Meghann Shaughnessy
Meghann Shaughnessy (født 13. april 1979 i Richmond, Virginia, USA) er en professionel tennisspiller fra USA. 
Meghann Shaughnessy højeste rangering på WTA single rangliste var som nummer 11, hvilket hun opnåede 10. september 2001. I double er den bedste placering nummer 4, hvilket blev opnået 21. marts 2005. 